# نورة ديني
نورة ديني (بالإنجليزية: Nora Denney)‏ هي ممثلة أمريكية، ولدت في 3 سبتمبر 1927 في كانساس سيتي في الولايات المتحدة، وتوفيت في 20 نوفمبر 2005 في Crestline, California ‏ في الولايات المتحدة بسبب سرطان.

## أعمال

### أفلام
- (1971) ويلي ونكا ومصنع الشيكولاتة

## وصلات خارجية
- نورة ديني على موقع IMDb (الإنجليزية)
- نورة ديني على موقع ميوزك برينز (الإنجليزية)
- نورة ديني على موقع أول موفي (الإنجليزية)
- نورة ديني على موقع ديسكوغز (الإنجليزية)
- نورة ديني على موقع قاعدة بيانات الفيلم (الإنجليزية)